# تاروموفکا (داغستان)
تاروموفکا (روسی: Тарумовка) یک روستا در روسیه است که در شهرستان تاروموفسکی از توابع داغستان واقع شده است.